# 道仁会会長宅襲撃事件
道仁会会長宅襲撃事件（どうじんかいかいちょうたくしゅうげきじけん）は、2011年8月に発生した暴力団組員による襲撃事件である。

## 概要
2011年8月26日午前2時頃、福岡県久留米市上津町の小林哲治道仁会会長宅内で、塀を越えて侵入した者が拳銃3発を発射したり手投げ弾を投げて爆発させたりして、30代の組員が重傷を負う事件が発生。九州誠道会の関係者である巌野平一（当時78歳）が機関銃や拳銃を所持していたとして銃刀法違反で現行犯逮捕された。その後、殺人未遂罪、銃刀法違反、爆発物取締罰則違反で起訴された。
2012年2月6日に福岡地裁で裁判員裁判が行われ、検察は冒頭陳述で「道仁会の弱体化を狙った犯行」とし、被告は「道仁会の会長を殺すつもりだった」と殺意を認めた。検察は懲役30年を求刑し、2月9日に福岡地裁は「凶悪で悪質な犯行であり周辺住民や社会に与えた影響、恐怖感は甚大」として懲役26年を言い渡した。